# A-339
La A-339 es una carretera autonómica andaluza, perteneciente a la Red Básica de Articulación del Catálogo de Carreteras de la Junta de Andalucía, que discurre por las provincias de Córdoba y Jaén. Tiene su kilómetro 0 en al oeste de la ciudad de Cabra (donde conecta con la A-318) y se dirige hacia el este pasando por el Puerto del Mojón de Cabra, Carcabuey (como variante), Priego de Córdoba (como variante), Almedinilla (como variante) y Caserías de San Isidro, para terminar en Alcalá la Real (en la provincia de Jaén), donde termina en la N-432 (Badajoz-Granada).
Todo su trayecto formaba parte, hasta hace unos años, de la desaparecida carretera autonómica A-340, que unía Estepa (Sevilla) con Guadix (Granada), si bien el trayecto de esta se interrumpía donde coincidía con la A-44 (Bailén-Motril) y donde coincidía con la A-92 (Lopera-Guadix).
La A-340 sustituyó, en los tramos que ahora se llaman A-339, a la antigua carretera C-336, que pasaba en forma de travesías por Carcabuey y Almedinilla (y que aún hoy se conservan) y que se dirigía hasta Monturque por donde hoy existe la carretera A-342.
En un principio se pensó en desdoblar la A-339 (cuando aún se llamaba A-340), pero debido a su escaso tráfico y a que atraviesa el parque natural de las Sierras Subbéticas se optó por realizar el desdoble de la A-340 desde Estepa hasta Cabra y desde aquí hasta Baena (por la A-318) y continuarlo por la A-316 vía Martos hasta Úbeda. Desde Martos hasta Úbeda ya se encuentra convertida en autovía (pasando por Jaén en forma de variante).
La A-339 sólo posee carril para vehículos lentos entre Alcalá la Real y Almedinilla, siempre en tramos ascendentes. No obstante en la actualidad se están acometiendo obras para dotar a dicha carretera de tercer carril en todo el ascenso y descenso del Puerto del Mojón de Cabra.
Debido a las intensas lluvias de finales de 2009 y principios de 2010, con la carretera prácticamente recién reformada, apareció un socavón que inutilizó un carril para vehículos lentos en el kilómetro 11, punto en el que anteriormente había ocurrido un accidente mortal. Ha sido necesario que transcurran varios años, hasta que a finales de 2014 comenzaron las obras de reparación, que fueron completadas en 2015.

## Núcleos urbanos por los que pasa (en forma de variante)
- Carcabuey
- Priego de Córdoba
- Almedinilla
- Caserías de San Isidro